# Yvan Le Moine
Yvan Le Moine (Nice, 20 juli 1959) is een Frans regisseur. 
In 1999 won zijn film Le nain rouge (1998) de "Grand Prix" op het internationaal filmfestival van Bratislava.
In 2005 was zijn film Vendredi ou un autre jour genomineerd voor het Gouden Luipaard op het internationaal filmfestival van Locarno. De film was ook genomineerd voor de Grand Prix op het internationaal filmfestival van Bratislava. 

## Filmografie
- 1992: Les Sept Péchés capitaux in co-regie met Beatriz Flores, Frédéric Fonteyne, Geneviève Mersch, Pierre-Paul Renders, Olivier Smolders en Pascal Zabus
- 1998: Le nain rouge
- 2005: Vendredi ou un autre jour
- 2014: Rosenn